# Championnat du Sénégal de football 2013
Navigation
Ligue 1 2011-2012 Ligue 1 2013-2014
La Ligue 1 2013 est la 50e édition du championnat du Sénégal de football, la cinquième sous l'ère professionnelle. Les seize meilleurs clubs du pays sont regroupés au sein d'une poule unique où ils s'affrontent deux fois, à domicile et à l'extérieur. En fin de saison, pour permettre le passage du championnat de 16 à 14 équipes, les quatre derniers du classement sont relégués et remplacés par les deux meilleurs clubs de Ligue 2. 
C'est le club de Diambars FC qui remporte le championnat après avoir terminé en tête du classement final, avec deux points d'avance sur l'un des clubs promus, l'Olympique de Ngor et trois sur l'AS Pikine. C'est le premier titre de champion du Sénégal de l'histoire du club.

## Clubs participants
| Club                                                          | Ville          | En 2012     |
| ------------------------------------------------------------- | -------------- | ----------- |
| ASSUR                                                         | Richard-Toll   | 8e Ligue 1  |
| Casa Sport                                                    | Ziguinchor     | 1er Ligue 1 |
| Dakar Université Club                                         | Dakar          | 6e Ligue 1  |
| Diambars Football Club                                        | Saly Portudal  | 2e Ligue 1  |
| Association sportive et culturelle Diaraf                     | Dakar          | 5e Ligue 1  |
| Association sportive des Douanes                              | Dakar          | 10e Ligue 1 |
| Union sportive de Gorée                                       | Dakar - Gorée  | 13e Ligue 1 |
| Guédiawaye Football Club                                      | Guédiawaye     | 11e Ligue 1 |
| Association sportive et culturelle La Linguère de Saint-Louis | Saint-Louis    | 9e Ligue 1  |
| Olympique de Ngor                                             | Dakar - Ngor   | 2e Ligue 2  |
| NGB ASC Niarry Tally                                          | Dakar          | 3e Ligue 1  |
| Union sportive de Ouakam                                      | Dakar - Ouakam | 4e Ligue 1  |
| AS Pikine                                                     | Pikine         | 7e Ligue 1  |
| Association sportive et culturelle Port Autonome              | Dakar          | 1er Ligue 2 |
| ASC Touré Kunda                                               | Mbour          | 12e Ligue 1 |
| Association sportive et culturelle Yeggo                      | Dakar          | 14e Ligue 1 |

## Compétition

### Classement
| Rang | Équipe                | Pts | J  | G  | N  | P  | Bp | Bc | Diff |
| ---- | --------------------- | --- | -- | -- | -- | -- | -- | -- | ---- |
| 1    | Diambars FC           | 52  | 30 | 14 | 10 | 6  | 42 | 25 | +17  |
| 2    | Olympique de NgorP    | 50  | 30 | 13 | 11 | 6  | 30 | 24 | +6   |
| 3    | AS Pikine             | 49  | 30 | 12 | 13 | 5  | 21 | 12 | +9   |
| 4    | ASC DiarafC           | 46  | 30 | 11 | 13 | 6  | 29 | 20 | +9   |
| 5    | ASC Port AutonomeP    | 45  | 30 | 11 | 12 | 7  | 27 | 17 | +10  |
| 6    | Casa SportT CL        | 44  | 30 | 10 | 14 | 6  | 23 | 15 | +8   |
| 7    | ASC La Linguère       | 44  | 30 | 10 | 14 | 6  | 32 | 25 | +7   |
| 8    | NGB ASC Niary Tally   | 39  | 30 | 8  | 15 | 7  | 24 | 24 | 0    |
| 9    | ASC Touré Kunda       | 39  | 30 | 8  | 15 | 7  | 24 | 24 | 0    |
| 10   | ASC Yeggo             | 38  | 30 | 8  | 14 | 8  | 13 | 13 | 0    |
| 11   | US Ouakam             | 36  | 30 | 9  | 9  | 12 | 26 | 36 | -10  |
| 12   | Dakar Université Club | 33  | 30 | 7  | 12 | 11 | 30 | 32 | -2   |
| 13   | US Gorée              | 30  | 30 | 6  | 12 | 12 | 19 | 33 | -14  |
| 14   | AS Douanes            | 28  | 30 | 5  | 13 | 12 | 15 | 22 | -7   |
| 15   | Guédiawaye FC         | 27  | 30 | 5  | 12 | 13 | 19 | 32 | -13  |
| 16   | ASC Assur             | 23  | 30 | 5  | 8  | 17 | 11 | 33 | -22  |

| Légende : Qualifications et relégations | Légende : Qualifications et relégations                                                                                               |
| --------------------------------------- | --- |
|                                         | Qualification pour la Ligue des champions 2013                                                                                        |
|                                         | Qualification pour la Coupe de la confédération 2014                                                                                  |
|                                         | Relégation en Ligue 2 |
|                                         | T : Tenants du titre 2012 P : Promus de Ligue 2 C : Vainqueur de la coupe du Sénégal 2012 CL : Vainqueur de la coupe de la ligue 2013 |

## Bilan de la saison
| Championnat du Sénégal de football 2013 |                                           |
| Champion                                | Diambars FC (1er titre)                   |
| Coupes et trophées                      |                                           |
| Vainqueur de la Coupe du Sénégal 2013   | ASC Diaraf                                |
| Qualifications continentales            |                                           |
| Ligue des champions de la CAF 2014      | Diambars FC                               |
| Coupe de la confédération 2014          | ASC Diaraf                                |
| Promotions et relégations               |                                           |
| Promus en Ligue 1                       | Stade de Mbour                            |
| Promus en Ligue 1                       | Association sportive et culturelle Suneor |
| Relégués en Ligue 2                     | US Gorée                                  |
| Relégués en Ligue 2                     | AS Douanes                                |
| Relégués en Ligue 2                     | Guédiawaye FC                             |
| Relégués en Ligue 2                     | ASC Assur                                 |